# Farup Sogn
Farup Sogn er et sogn i Ribe Domprovsti (Ribe Stift).
I 1800-tallet var Farup Sogn et selvstændigt pastorat. Det hørte til Ribe Herred i Ribe Amt. Farup sognekommune blev dannet i 1867 og blev ved kommunalreformen i 1970 indlemmet i Ribe Kommune, der ved strukturreformen i 2007 indgik i Esbjerg Kommune.
I Farup Sogn ligger Sankt Nikolai Kirke.
I sognet findes følgende autoriserede stednavne:
- Digefenner (areal)
- Farup Holdeplads (bebyggelse)
- Fortefenner (areal)
- Havrevang (areal)
- Hillerup (bebyggelse, ejerlav)
- Hillerup Mark (bebyggelse)
- Kammerslusen (bebyggelse)
- Kirkeby (bebyggelse, ejerlav)
- Kosakhøj (areal)
- Kærbøl (bebyggelse, ejerlav)
- Kærbøl Mark (bebyggelse)
- Mandø Hølade (areal)
- Mejlby (bebyggelse)
- Nørre Farup (bebyggelse, ejerlav)
- Slagfenner (areal)
- Soddeklint (areal)
- Stormhusene (bebyggelse)
- Tanderup (bebyggelse)